# Enzo Pérez (Fußballspieler, 1986)
Enzo Nicolás Pérez (* 22. Februar 1986 in Mendoza) ist ein argentinischer Fußballspieler.

## Vereinskarriere
Enzo Pérez begann seine Karriere in der Jugendmannschaft seines Heimatvereins CD Godoy Cruz. Bei Godoy Cruz, welcher der einzige Profiklub in seiner Heimatprovinz Mendoza ist, unterschrieb er daraufhin im Jahr 2003 seinen ersten Profivertrag, kam aber erst in der Apertura 2004 zu seinen Einsätzen in der A-Mannschaft. Ab der Apertura 2005 war er Stammspieler im rechten Mittelfeld und schaffte zur Saison 2006 den Aufstieg in die höchste argentinische Spielklasse. Dort entwickelte er sich mit 5 Toren in 30 Spielen zum Star der Mannschaft, was das Interesse größerer argentinischer Vereine weckte.
Zur Apertura 2007 wechselte er daraufhin vorerst für ein Jahr auf Leihbasis zum Großklub Estudiantes de La Plata. In La Plata erhielt er auf Anhieb einen Stammplatz und bot an der Seite von Routinier Juan Sebastián Verón ansprechende Leistungen. Unter anderem verdrängte er das einstige Top-Talent Diego Galván auf die Ersatzbank. Mit Pablo Álvarez als defensive Absicherung boten sich ihm im Offensivspiel der Mannschaft einige Freiheiten, die er zu nützen verstand. Zum Ende der Spielzeit belegte er mit der Mannschaft den 3. Tabellen-Endrang, lediglich 4 Punkte hinter Meister River Plate. Daraufhin wurde er fix von Godoy Cruz verpflichtet. Es folgte ein eher enttäuschender 6. Tabellen-Endrang in der Saison 2008/09, was vor allem auch durch den Substanzverlust nach den Abgängen von wichtigen Spielern wie Álvarez oder Pablo Piatti oder auch Sebastián Domínguez zurückzuführen war. Trotzdem erreichte man während der Spielzeit das Finale der Copa Sudamericana, welches man jedoch mit 1:0 im Hinspiel und einem 1:1 im Rückspiel gegen SC Internacional aus Brasilien verlor.
Erst als der Kader zur Clausura 2009 mit qualitativ hochwertigen Spielern wie Marcelo Carrusca oder Clemente Rodríguez verstärkt wurde, meldete man sich im Titelkampf in der argentinischen Liga zurück. Pérez absolvierte bis dato seine stärkste Spielzeit und erzielte bisher 7 Tore in 30 Spielen. Außerdem konnte er seinen bisher größten persönlichen Erfolg feiern, als Estudiantes mit einem Gesamtergebnis von 2:1 gegen Cruzeiro Belo Horizonte die Copa Libertadores 2009 gewann, die mit der UEFA Champions League vergleichbar ist. In der Vergangenheit kam es rund um Pérez immer wieder zu Transfergerüchten über einen Wechsel nach Europa.
Im Juni 2011 unterschrieb Pérez einen Vertrag für fünf Jahre bei Benfica Lissabon. Dieser Transfer kostete den Verein rund 5,5 Millionen Euro.
Aufgrund einer schweren Knieverletzungen kam Pérez 2011 nur zu vier Einsätzen für Benfica Lissabon. Um mehr Spielpraxis zu bekommen, wurde er nach seiner Verletzung, für die restliche Saison wieder nach Argentinien zu Estudiantes de La Plata verliehen. Zur Saison 2012/13 kehrte er zurück zu Benfica Lissabon, wo er sich zum Stammspieler entwickelte und einen großen Anteil am Einzug ins UEFA-Europa-League-Finale hatte.
Zum Jahreswechsel 2014/2015 wechselte Pérez in die spanische Primera División zum FC Valencia.
Im Sommer 2017 wechselte er zurück nach Argentinien zu River Plate. Am 19. Mai 2021 wurde Pérez in einem Gruppenspiel der Copa Libertadores gegen den kolumbianischen Vertreter Independiente Santa Fe trotz einer Zerrung in der rechten Kniesehne als Torhüter aufgestellt, nachdem alle vier nominierten Torhüter aufgrund einer COVID-19-Infektion ausgefallen waren und eine Nachnominierung vom südamerikanischen Verband CONMEBOL abgelehnt worden war. River Plate gewann das Spiel dennoch mit 2:1. Pérez wurde als Spieler des Spiels ausgezeichnet.
Im Januar 2024 wechselte Pérez erneut zu Estudiantes de la Plata. Hier spielte er dann nochmal die Saison 2024, bevor er für die Spielzeit 2024/25 schon wieder zurück zu River Plate ging.

## Nationalmannschaft
Nach überdurchschnittlichen Leistungen im Verein wurde Pérez im September 2009 das erste Mal von Teamchef Diego Maradona in den Kader der argentinischen Fußballnationalmannschaft berufen. Das Spiel fand im Rahmen eines Sichtungslehrgangs für einheimische Spieler statt. Dadurch standen im Kader von Argentinien ausschließlich Spieler, die bei südamerikanischen Vereinen unter Vertrag stehen. Am 24. September 2009 debütierte er daraufhin im freundschaftlichen Länderspiel gegen Ghana. Im Finale der Fußball-Weltmeisterschaft 2014 stand er in der Startelf und wurde er mit der argentinischen Nationalmannschaft Vize-Weltmeister. Da Manuel Lanzini verletzungsbedingt für die WM 2018 ausfiel, wurde er nachnominiert und kam in drei Spielen zum Einsatz.

## Erfolge
Als Nationalspieler
- Vizeweltmeister: 2014

CD Godoy Cruz:
- Primera B Nacional: 2006

Estudiantes de La Plata:
- Apertura: 2010
- Copa Libertadores: 2009
- Copa Sudamericana 2008: Finaleinzug

 Benfica Lissabon:
- UEFA Europa League 2012/13: Finaleinzug
- Liga Sagres: 2014

River Plate
- Copa Libertadores: 2018
- Recopa Sudamericana: 2019
- Argentinischer Meister: 2023[14]